# 金子廉次郎
金子 廉次郎（かねこ れんじろう、旧姓：山口、1886年〈明治19年〉3月31日 - 1945年〈昭和20年〉7月23日）は、日本の内科学者、内科医。医学博士。九州帝国大学名誉教授。「日本脳炎」という名称の元になった症例を学会に報告した。

## 略歴
新潟県南蒲原郡猪子場新田（現 三条市猪子場新田）の素封家の山口新次郎の長男に生まれた。
1904年（明治37年）3月に新潟中学校を卒業、1907年（明治40年）7月に第三高等学校を卒業、新潟県南蒲原郡大面村大字蔵内（現 三条市蔵内）の大面村初代村長の金子正次の婿養子になった。
1907年（明治40年）9月に京都帝国大学福岡医科大学医学科に入学、1911年（明治44年）11月に九州帝国大学医科大学を優等で卒業、恩賜の銀時計を下賜された。
1912年（明治45年）1月に九州帝国大学医科大学病理学第一講座（担任：中山平次郎教授）助手に就任、1914年（大正3年）1月に九州帝国大学医科大学内科学第一講座（担任：稲田龍吉教授）副手に就任、6月に同講座助手に就任。
1918年（大正7年）10月に九州帝国大学医科大学内科学第一講座（担任：井戸泰教授）助教授に就任、1919年（大正8年）11月からイギリス、アメリカ、フランス、スイス、ドイツ、オーストリアに留学、1922年（大正11年）7月に帰国。
1922年（大正11年）7月に岡山医科大学第一内科学教室教授に就任、岡山医科大学附属医院第一内科医長に就任、1924年（大正13年）3月まで岡山医科大学附属医学専門部内科学教授を兼任。
1925年（大正14年）6月に九州帝国大学医学部内科学第一講座第4代教授に就任、1927年（昭和2年）10月からヨーロッパとアメリカに出張、1928年（昭和3年）6月に帰国。
1940年（昭和15年）1月に九州帝国大学を病気のため依願退官、10月に九州帝国大学名誉教授の称号を受称、1941年（昭和16年）3月31日から4月1日に福岡で第6回日本循環器病学会総会を主催。
1944年（昭和19年）9月に故郷の大面村に帰って療養していたが、郷里の医療に貢献できなかったことから、岳父の金子正次の遺志として大面小学校に御真影奉安殿と御影石の校門（現存）を、大面村役場に御影石の正門を寄贈した。
1945年（昭和20年）7月23日に大面村大字蔵内の金子家本邸で死去、59歳没。遺族は新潟県新潟市（現 新潟市中央区中央地区）に転居。

## 研究
黄疸出血性レプトスピラ病、肝機能、循環器、脳炎などの研究で業績を上げた。

## 逸話
金子廉次郎は日本の流行性脳炎をA型脳炎（嗜眠性脳炎〈エコノモ脳炎〉）とB型脳炎に分類し、1928年（昭和3年）に日本の流行性脳炎についての論文をドイツの学術誌に発表してB型脳炎を "Japanese B Encephalitis" と命名した。その後、その "Japanese B Encephalitis" という名称が世界の学会で使用され、金子廉次郎の死後、1946年（昭和21年）7月に "Japanese B Encephalitis" は日本で「日本脳炎」という名称で法定伝染病に指定された。

## 栄典・表彰
- 1912年（明治45年）07月1日 - 銀時計[4][5]
- 1936年（昭和11年）11月2日 - 勲三等瑞宝章[15]
- 1937年（昭和12年）5月19日 - 褒状[16]
- 1940年（昭和15年）02月8日 - 正四位[17]
- 1941年（昭和16年）04月9日 - 褒状[18]

## 親族・親戚
- 金子正次 - 岳父、新潟県南蒲原郡大面村第1・8代村長、元南蒲原郡会議員、元大面村会議員。
- 南雲浩一 - 娘婿の伯父（次女の夫の父の兄）、醸造家、八海醸造創業者・初代社長。
- 南雲昭三郎 - 娘婿の弟（次女の夫の次弟）、地震学者、東京大学名誉教授。
- 南雲與志郎 - 娘婿の弟（次女の夫の三弟）、精神科医、林道倫精神科神経科病院院長。
- 南雲道彦 - 娘婿の弟（次女の夫の四弟）、材料工学者、早稲田大学名誉教授。
- 鈴木武雄 - 南雲與志郎の岳父、経済学者、武蔵大学学長、東京大学名誉教授。
- 伊藤四十二 - 鈴木武雄の次弟、薬学者、静岡薬科大学学長、静岡薬科大学名誉教授、東京大学名誉教授。
- 伊藤卓 - 伊藤四十二の長男、有機金属化学者、横浜国立大学名誉教授。

## 著作物

### 著書
- 『臨牀醫學講座 第二十一輯 肺炎の診斷と治療』金原商店、1936年。
- 「急性傳染病」『內科學 上卷』43-263頁、操坦道[共著]、金原商店、1939年。
- 「慢性傳染病」『內科學 上卷』264-281頁、操坦道[共著]、金原商店、1939年。
- 「結核の刺戟療法」『結核』230-232頁、金原商店、1943年。

### 編書
- 『疼痛と其治療』下田光造・神中正一[共編]、大道学館出版部、1932年。

### 校閲書
- 『臨牀寄生虫卵圖譜附寄生虫槪要』高橋操三郎[著]、宮入慶之助・大平得三[共校閲]、金原商店、1932年。

### 論文
- CiNii収録論文 - CiNii